# Lobelia comptonii
Lobelia comptonii är en klockväxtart som beskrevs av Franz Elfried Wimmer. Lobelia comptonii ingår i släktet lobelior, och familjen klockväxter. Inga underarter finns listade i Catalogue of Life.